# Pterolepis pedata
Pterolepis pedata är en insektsart som beskrevs av Costa, A. 1882. Pterolepis pedata ingår i släktet Pterolepis och familjen vårtbitare. Inga underarter finns listade i Catalogue of Life.